# Andrej Judin
Andrej Dmitrievič Judin (in russo Андрей Дмитриевич Юдин?; Togliatti, 6 giugno 1996) è un ginnasta russo, specialista del trampolino elastico. È stato campione mondiale a squadre nel 2015 e ha partecipato alle Olimpiadi di Rio de Janeiro 2016 ottenendo l'ottavo posto individuale.

## Palmarès
- Mondiali

Odense 2015: oro a squadre e bronzo individuale.
Sofia 2017: argento a squadre e bronzo nel sincro.
San Pietroburgo 2018: bronzo individuale.
Tokyo 2019: bronzo a squadre.
- Europei

Guimarães 2014: oro a squadre.
- Pacific Rim Championships

Everett 2012: argento a squadre.